# العقيدة المرشدة
العقيدة المرشدة هي رسالة وجيزة لا تتجاوز الصفحتين في علم التوحيد وأصول الدين، من تأليف الإمام المهدي محمد بن تومرت الظاهري الأشعري (ت 524هـ = 1130م) تلميذ الغزالي، ومؤسس دولة الموحدين بالمغرب.
وهذه الرسالة فيها ذكر عقيدة أهل السنة والجماعة مختصرة جامعة، موضحة لعقيدة الأشاعرة والماتريدية. وقد اهتم بتدريسها الإمام فخر الدين بن عساكر المتوفى سنة 620هـ، وأثنى عليها الحافظ صلاح الدين العلائي المتوفى سنة 761هـ وسماها (العقيدة المرشدة) وقال: «وهذه العقيدة المرشدة جرى قائلها على المنهاج القويم، والعقد المستقيم، وأصاب فيما نَزَّه به العلي العظيم»، نقل ذلك الإمام تاج الدين السبكي في طبقات الشافعية الكبرى ووافقه في تسميتها بالعقيدة المرشدة وساقها بكاملها، وقال في آخرها ما نصه: «هذا آخر العقيدة، وليس فيها ما ينكره سني». وعلى هذه العقيدة سار الشيخ عبد الله الهرري المعروف بالحبشي في جميع مؤلفاته في العقيدة.
وسمّيت بالمرشدة لأن افتتاحها كان بعبارة «اعلم أرشدنا الله وإياك...» فصار هذا الافتتاح علماً عليها، وقد أطلق عليها هذا الاسم في عهد متأخر ـ من عهد المهدي وعبد المؤمن بن علي ـ عندما كثر تداولها بين الناس لتميز عن غيرها، وكان الهدف منها تلقينها للعامة وفهمها من طرفهم ليكون إيمانهم مبيناً على أسس صحيحة، وقد أصدر عبد المؤمن مرسوماً يأمر فيه العامة بحفظ هذه العقيدة وفهمها. وعندما أصدر عبد المؤمن هذا المرسوم عرفها بقوله: «العقيدة التي أولها: اعلم أرشدنا الله وإياك».
وعلى الرغم من صغر حجم هذه العقيدة، فإنها حظيت باهتمام كبير من طرف العلماء وطلبة العلم والشراح، حتى قيل عنها: إنها مرشدة رشيدة لم يترك المهدي أحسن منها وسلية. وقد لقيت صدى واسعاً في الأوساط العلمية في فترات زمنية مختلفة وفي أماكن من الغرب الإسلامي متباينة من الأندلس والمغرب والجزائر وتونس وليبيا والسودان، وتهافت العلماء على شرحها، ومن بين هذه الشروح:
- شرح أبي عبد الله محمد بن خليل السكوني الإشبيلي نزيل تونس. نشر بتحقيق يوسف احنانة، دار الغرب الإسلامي، سنة 1993م.
- شرح أبي عبد الله محمد بن يوسف السنوسي. ويمتاز شرح السنوسي بتدقيقاته الكلامية، لكنه لم يكمل شرحها بسبب سفر شغله عن ذلك فأكمل شرحها بعض أصحابه.[2]
- شرح أبي عبد الله محمد بن يوسف الخراط، وضاع هذا الشرح عام 756هـ حين دخل النصارى إلى طرابلس الغرب، ومزقوا هذا الشرح.
- شرح أبي عبد الله محمد بن يحيى الطرابلسي.
- شرح أبي زكريا يحيى التنسي الهنيني.
- شرح أبي عثمان سعيد بن عبد المنعم الحاحي.
- شرح بيورك بن عبد الله السملالي.
- شرح محمد بن إبراهيم بن عباد التلمساني (ت 792هـ) وعنوانه (الدرة المشيدة في شرح عقيدة المرشدة).
- شرح أبي عبد الله محمد بن أبي العباس ابن إسماعيل الأموي المعروف بابن النقاش، وعنوانه (الدرة المفردة في شرح عقيدة المرشدة).
- شرح عبد الغني بن إسماعيل النابلسي (ت 1143هـ) وعنوانه (نور الأفئدة في شرح المرشدة).
- شرح للشيخ سمير القاضي، سمّاه (مرشد الحائر في حل ألفاظ رسالة فخر الدين بن عساكر).
- شرح للشيخ الأديب عصام جاسم محمد عبد الله القطان، وعنوانه (الرسالة المؤيدة في شرح العقيدة المرشدة).[7]

وقد كان المهدي بن تومرت يقوم بنفسه بتدريس وشرح ما كتبه من مؤلفات، ويلقن للناس ما ضمنه كتبه من الأفكار الكلامية، ويذكر ابن القطان الفاسي (ت 628هـ) بشيء من التفصيل المسائل التي كان يدرسها لطلبته، والأساليب التي كان يتبعها لإنفاذ أفكاره. ولما تولى الأمير عبد المؤمن بن علي الموحدي اعتنى بمؤلفات ابن تومرت وجمعها في سفر سماه (أعز ما يطلب)، وألزم الناس بقراءة أفكار ابن تومرت في العقائد بلسانهم وباللسان العربي، وأصدر مرسوماً في ذلك جاء فيه: «يلزم العامة ومن في الديار بقراءة العقيدة التي أولها: «اعلم أرشدنا الله وإياك» وحفظها وتفهمها».
ومن أكبر الدعاة لعقيدة ابن تومرت البيذق وله مصنف فيه ومصنف ثان في دولة الموحدين حتى نهاية عصر عبد المؤمن بناهما على الدعوة للموحدين.

## نبذة عن المؤلف
ابن تومرت المهدي هو محمد بن عبد الله بن وجليد بن يامصال. أمازيغي من قبائل مصمودة. والرأي الغالب أنه ولد عام 471هـ أو 474هـ. رحل من السوس الأقصى شاباً إلى المشرق، فحج وتفقه، وحصل أطرافاً من العلم، وكان أمّاراً بالمعروف، نهاء عن المنكر، قوي النفس، ذا هيبة ووقار، انتفع به خلق، واهتدوا في الجملة.
أخذ عن إلكيا الهراسي، وأبي حامد الغزالي، وأبي بكر الطرطوشي. وكان شجاعاً فصيحاً، شديد الإنكار على الناس فيما يخالف الشرع، لا يقنع في أمر الله بغير إظهاره. وناله بمكة شيء من المكروه من أجل ذلك، فخرج منها إلى مصر وبالغ في الإنكار، فزادوا في أذاه وطردته الدولة، فخرج من مصر إلى الإسكندرية، وركب البحر متوجهاً إلى بلاده.
وتوفي يوم الأربعاء الثالث عشر لشهر رمضان سنة (524هـ).

## موضوعها
ذكر الدكتور عبد المجيد النجار في كتابه: (المهدي بن تومرت حياته وآراؤه) قائلاً: وقد حررت هذه العقيدة تحريراً بليغاً عرضت فيها المسائل المتعلقة بالإيمان بالله تعالى ذاتاً وصفات، دون أن تعرض لشيء من السمعيات، أو شيء مما يتعلق بالإمامة، وجاءت هذه المسائل مرتبة على النحو التالي:
- وحدانية الله.
- خالقيته المطلقة.
- خضوع الخلائق له.
- أزلية وجوده.
- تنزهه عن المكان والزمان.
- تنزهه عن الشبيه والمثيل.
- قيوميته.
- علمه المحيط بكل شيء.
- قدرته.
- إرادته.
- استغناؤه وعزته.
- بقاؤه.
- مشيئته المطلقة وعدله وفضله.
- سمعه وبصره.

مع ملاحظة أن بعض المسائل وقع تكرارها أكثر من مرة.

## انتشارها وشيوعها
إن وجازة المرشدة وبلاغتها، وسلامتها من كل مخالفة ظاهرة للآراء الأشعرية ضمن لها الذيوع والانتشار، وجلب لها العناية المتزايدة بالدرس والشرح سواء في عهد الموحدين أو بعدهم. وكان المهدي نفسه يُولّيها عناية فائقة بالتبليغ والتدريس، ومن المرجح أن تكون من مؤلفاته الأولى حين نزوله ببلده إثر رحلته إلى المشرق، فجاءت لذلك خالية من القول في الإمامة التي يبدو أن آراءه فيها لم تتضح لديه بعد، ولم يصدع بها إلا حينما انتقل إلى تينمل، وهو ما يفهم من قول ابن خلدون متحدثاً عن نزول المهدي على قومه وتعليمهم العقيدة: «فنزل على قومه، وذلك سنة خمس عشرة وخمسمائة، وبنى رابطة للعبادة، فاجتمعت إليه الطلبة والقبائل يعلمهم المرشدة في التوحيد باللسان البربري»، وهو ما يفيد أن المرشدة كانت أول ما بادر به المهدي في خطة الإصلاح العقائدي التي كانت إحدى أسسه في الإصلاح.
يقول عبد الله كنون بعد عرض مؤلفات المهدي بن تومرت وتخصيص الحديث عن المرشدة قائلاً: «عقيدة المرشدة التي لقيت رواجاً كبيراً في حياته وبعد مماته، وتلقاها أئمة العلم بالقبول، وحكموا عليه من خلالها بسلامة العقيدة وصحة المذهب. ولا نشك أنها كانت من أول ما أملى من تآليفه ولقن أصحابه من العقيدة على مذهب الإمام الأشعري، لأنها بمثابة المقدمة في هذا الصدد من حيث الاختصار وعدم الاحتواء على الأدلة العقلية التي لا يدركها العموم كما في عقيدة التوحيد، ولأنها جاءت خالية من كل شبهة على ما كانت عليه دعوته...».
ولا شك أن أمر الأمير عبد المؤمن بن علي عامة الناس بحفظ المرشدة وفهمها كان له دور فعّال في انتشارها وذيوعها، فكثر حفظها، واقراؤها في المساجد، وكثرت الشروح عليها، وتتالى ذلك عبر القرون، ويبدو أن العناية بها من قبل العلماء خاصة تزايدت بعد سقوط الموحدين، حينما توطد الاندماج بين الآراء الأشعرية للمهدي وبين التيار الأشعري العام. ومن خلال ما عثر عليه من شروح للمرشدة يتبين أنها كانت تمثل محوراً دراسياً في مختلف الأزمان، وفي مختلف المراكز العلمية بالمغرب، بل وفي بعض مراكز المشرق أيضاً.

### أولاً: فيالمغرب الأقصى
كانت المرشدة متداولة بمدينة فاس، يتناقلها العلماء بالرواية، ويتناولونها بالشرح كما ذكر أبو عبد الله محمد بن إبراهيم بن عباد التلمساني (ت 792هـ = 1389م) في قوله: «...وقد رويت هذه العقيدة عن الشيخ العالم المفتي سيدي أبي الحسن علي بن عبد الله البسيلي بمدينة فاس، ورويتها أيضاً عن الشيخ الزاهد الورع الأعرف سيدي أبي عبد الله محمد بن إبراهيم الصنهاجي رحمة الله عليه». وقد كتب عليها ابن عباد شرحاً سمّاه (الدرة المشيدة في شرح المرشدة) ويقول في مفتتحه: «...وبعد فالمراد من هذا الكلام شرح العقيدة المسماة بالمرشدة، وهي وإن كانت سهلة العبارة واضحة الإشارة، تحتاج إلى إيضاح وبيان وزيادة فوائد حسان»، ويكتسي هذا الشرح صبغة صوفية خالصة.
وقد شرحها أيضاً في القرن الحادي عشر بيورك بن عبد الله بن يعقوب السملالي، دون أن يضع لشرحه اسماً، وأكثره منقول عن الشارحين: الشيباني وابن النقاش كما ذكر هو نفسه ذلك في افتتاح شرحه حيث يقول: «وبعد فإني أقصد أن أشارك الإمام المهدي في عقيدته المعروفة بالمرشدة بشرح مختصر يبرز معانيها لمن قصد فهمها مثلي، ناقلاً عن شارحيها أبي عبد الله محمد بن يحيى الشيباني الطرابلسي، وأبي عبد الله الأموي المعروف بابن النقاش»، ولم يكن لهذا الشارح إلا إضافات قليلة عن هذا المنقول، ويبدو أنه ليس من أهل الكلام. وجاء في خاتمة الشرح: «هذا ما رمته من بيان معاني العقيدة المرشدة، وإبراز معانيها بعبارة مختصرة مفيدة.... وكان الفراغ منه يوم الجمعة آخر صفر عام واحد وخمسين وألف».

### ثانياً: فيالمغرب الأوسط
كانت المرشدة مقروءة بتلمسان متداولة بها. وقد وَضع عليها شرحاً العالم محمد بن يوسف السنوسي (ت 859هـ = 1489م) بطلب من بعض أهل تلمسان كما يفيده قوله: «...وبعد، كسانا الله وإياك لباس التقوى، وزحزحنا بمنه عن نار الشهوات والهوى، فإنك سألتني أن أقيد لك على كلام أبي عبد الله محمد المهدوي رحمه الله ونفع به في المرشدة ما يحلو سماعه ويروق دليله ونصوعه، فأجبت إلى ذلك مستعيناً بالله...». وقد أكمل هذا الشرح بعض أصحاب السنوسي، وهو ما يفيده قوله: «ولقد أحسن بعض أصحابنا بتكملة هذا المختصر، وذلك أني وقفت على قوله: والأنبياء عليهم الصلاة والسلام معصومون... لسفر شغلني عن تكملته في الحال».
ولعل هذا الذي أكمله هو المسمى أبو زكريا يحيى بن الشيخ أبي حفص عمر ابن أبي بكر المشهور بالتنسي ثم الهنيني، وذلك لأنه ورد في آخر بعض النسخ من شرح السنوسي التعليق التالي: «كل ما وضع شرحاً لعقيدة المرشدة تأليف العبد الفقير إلى الله الغني به عما سواه، المتشبث بفضله وعفوه ورحمته، سائلاً منه رضاه، الغريب (لعلها المغربي) العربي يحيى بن الفقيه المرجو له فضل الله أبي حفص عمر بن أبي بكر المغراوي المشهور بالسبتي ثم الهنتاتي لطف الله به ورحمه».
ومما يؤكد ذلك أن نفس هذا الشرح وردت نسبته إلى نفس هذا الاسم على أنه مؤلفه مع اختلاف جزئي في اللقب يرجع إلى تصحيف الناسخين، وقد عثر على مخطوطة بخزانة الجامع الكبير بمكناس جاء بطالعها: «الحمد لله وحده كما يجب لجلاله، والصلاة والتسليم على محمد نبيه وآله وأصحابه وأزواجه وذرياته وسلم تسليماً، هذا كتاب الأنوار المبينة لمعاني عقد عقيدة المرشدة (كلمة غير مقروءة) على حسبها إن شاء الله وتعالى، وهو المستعان لا رب غيره، تأليف العبد الفقير إلى الله تعالى الغني به عمن سواه المتشبث بفضله عفا الله عنه بمنه وكرمه أبي زكريا يحيى ابن الشيخ المقر بذنبه أبي حفص عمر بن أبي بكر المشهور بالتنسي الهنيني غفر الله له ولجميع المسلمين».
فهذان الشرحان هما في الحقيقة شرح واحد كما يتبين بعد المقارنة بينهما، ولكنه نسب إلى السنوسي تارة كما في نسخ تونس والرباط، ونسب إلى التنسي كما في نسخة مكناس، ولما كان الشرح ثابت النسبة إلى السنوسي، أصبح الحل أن أصل الشرح من وضع السنوسي، ووضع التنسي إكمالاً له، فنسب إلى الأول باعتبار الأصل، وإلى الثاني باعتبار الإكمال. ويمتاز هذا الشرح بتدقيقاته الكلامية الطريفة، ولا غرو فإن مؤلفه من أساطين العقيدة بالمغرب.
وقد شرح المرشدة أيضاً من أهل تلمسان أبو عبد الله محمد بن أبي العباس أحمد بن إسماعيل بن علي الأموي المعروف بابن النقاش، وسمى شرحه (الدرة المفردة في شرح العقيدة المرشدة)، وعرفه بقوله: «أشرح فيه ألفاظ العقيدة المذكورة على السبيل الظاهرة المأثورة من غير عدول على حد الاختصار، ولا ميل إلى تطويل ولا إكثار».
ومما جاء في هذا الشرح دالاً على تدوال المرشدة بين الناس وشيوعها فيهم قوله: «ولما كان من جملة ما وضع المهدي تقريباً لأفهام العامة، وتيسيراً على الكافة العقيدة المختصرة المنتظمة الكلام، الحسنة النظام، المرتبطة المعاني، المرسومة بالمرشدة، بادر إلى حفظها وقراءتها جماعة الفقراء والعلماء الأخيار، الذين اجتمعوا بتلمسان المحروسة على شيخهم وقدوتهم الشاب الأتقى الأعرف الصوفي السالك الناسك أبي عبد الله محمد بن الشيخ المبارك أبي زيد عبد الرحمان اليزنامي معلم كتاب الله... وكان رضي الله عنه ممن نسب طريقه إلينا، وتمسك بطرف بسلسلة إسنادنا، وممن أخذت بيده، وانخرط في سلك الآخذين عنا، وفي جملة المنتمين إلى طريقتنا».
وصاحب هذا الشرح من الذين يولون احتراماً كبيراً للمهدي، حتى لكأنه من المؤمنين به مهدياً كما يفيده قوله: «إن الإمام المهدي رضي الله عنه كان من حزمه وحرصه على هداية الخلق واستمرار كلمة الحق، أن سهل على الناس طرق الاستدلال، ووضع تصانيف للعقائد رفعاً للالتباس عليهم، وبياناً للإشكال، وكان يأتي كل قوم بلغتهم، وكل طائفة من بابها، حتى لقد رأيت له عقيدة باللسان البربري وبالمصمودي، ولم يزل رضي الله عنه على ذلك إلى أن اشتهرت الطريقة الدينية واتضحت الملة الحنيفية، فجزاه الله عن المسلمين خيراً، وجعل سعيه في ذلك للآخرة ذخراً، ورفع له به في الصالحين ذكراً بمنه وكرمه».
وعلى الرغم من أن هذا الشارح ينتمي إلى التصوف، فإنه أجرى شرحه على الطريقة الظاهرة كما لاحظ هو ذلك، فجاء شرحه كلامياً تظهر فيه الدقة وسعة الاطلاع على المذاهب والأقوال الكلامية.

### ثالثاً: فيإفريقية
كانت المرشدة معروفة بتونس، متناولة فيها بالحفظ والدراسة وقد قام بشرحها أبو عبد الله محمد بن خليل السكوني، وجاء في طالع هذا الشرح قوله: «هذا شرح عقيدة الشيخ المرحوم أبي عبد الله محمد بن عبد الله السوسي المكنى بالمهدي، المشهورة بالمرشدة للشيخ الفقيه أبي عبد الله محمد بن خليل نفعنا الله به». وميزة هذا الشرح أنه دقيق في إيراد المسائل الكلامية وتحليلها رغم اختصاره وصغر حجمه.
ومما يدل على عناية أهل تونس بالمرشدة أن أبو القاسم البرزلي (ت 844هـ = 1440م) ذكرها في نوازله، وأورد نصها كاملاً، وقال فيها: «تواتر الخبر عن الإمام المهدي الشريف رئيس الموحدين وأولهم في ذلك عقيدته المشهورة بالمرشدة... وقد كثر حفظ هذه العقيدة لقلتها وبلاغتها». كما كانت المرشدة معروفة ومتناولة أيضاً بطرابلس وهو ما وصفه أبو عبد الله محمد بن يحيى الشيباني الطرابلسي في شرحه على المرشدة: «العقيدة المعروفة بالمرشدة المنسوبة إلى الإمام المهدي رحمه الله، كثيراً ما يستعملها أهل الفضل من الصوفية ويقرؤونها من جهة التبرك في أذكارهم».
ومن مظاهر العناية بها وضع الشروح عليها، فقد شرحها المتصوف أبو عبد الله محمد بن يوسف الخراط كما ذكره الشيباني قائلاً: «وقد كان الشيخ المتصوف الفقيه الزاهد أبو عبد الله محمد بن يوسف الصنهاجي عرف بالخراط وضع عليها شرحاً، وكنت أنا متولي كتبه بعد إملائه علي في عام أربعين وسبعمائة».
ولكن هذا الشرح قد ضاع في خضم الأحداث التي انتابت طرابلس منتصف القرن الثامن، وانتهت بسيطرة النصارى عليها، فكان ذلك داعياً للشيباني أن يضع شرحاً عليها، وهو ما ذكره في قوله: «...فقطّعه (شرح الخراط) النصارى حين أخذهم مدينة طرابلس عام ستة وخمسين وسبعمائة... ولا وقفت لها (المرشدة) بمدينة طرابلس ولا بجهاتها على شرح فيما علمت مختصر نحو ثماني ورقات في ربع البطق (؟)، فحركني داعي القدر إلى أن أضع عليها من الشرح ما حواه فهمي مع قصوره، وأنقل عليها ما فتح به من كلام المتكلمين». وقد جاء هذا الشرح من أهم شروح المرشدة في دقته، وما بنى عليه من المقابلة بين الآراء، وما جرى عليه من الصبغة الجدلية، ويبدو أن صاحبه واسع الاطلاع على علم الكلام ومذاهبه.

### رابعاً: فيالمشرق
لم تكن المرشدة متناولة شائعة بالمغرب فحسب، بل طار ذكرها إلى المشرق أيضاً، وكانت معروفة مأخوذة بالدرس في الشام خاصة منذ القرن السادس إلى ما بعد القرن الحادي عشر. إلا أن شأنها بالمشرق لم يكن مثل شأنها بالمغرب من حيث القبول والرد، بل قد أحدثت هناك - بحكم اختلاف المذاهب العقدية - موقفين متعارضين إزاءها: أحدهما حضيت فيه بالقبول تدريساً وشرحاً وثناء، وثانيهما لقيت فيه الاعتراض والنقد والرفض، وكان بين هذا وذاك حوار وجدل يتعلقان بما إذا كانت المرشدة صحيحة أو فاسدة، وكل من الرفض والقبول يدلان على مدى انتشار هذه العقيدة بين الناس.
يقول ابن خلدون في تاريخه المسمى بـ (العبر وديوان المبتدأ والخبر): «وكان قد لقي بالمشرق (أي ابن تومرت) أئمة الأشعرية من أهل السنة وأخذ عنهم واستحسن طريقتهم في الانتصار للعقائد السلفية والذب عنها بالحجج العقلية الدامغة في صدر أهل البدعة، وذهب إلى رأيهم في تأويل المتشابه من الآي والأحاديث، بعد أن كان أهل المغرب بمعزل عن اتباعهم في التأويل والأخذ برأيهم فيه اقتداء بالسلف في ترك التأويل وإقرار المتشابهات كما جاءت، ففطن أهل المغرب لذلك، وحملهم على القول بالتأويل والأخذ بالتوحيد».
ومن الذين أقبلوا عليها واستحسنوا ما فيها أبو منصور عبد الرحمان بن محمد فخر الدين بن عساكر (ت 620هـ = 1223م) وقد كان يدرسها بالقدس بمدرسة قريبة من الحرم كما ذكره تاج الدين السبكي، وإنما أقبل ابن عساكر على هذه العقيدة وتدريسها لصبغتها الأشعرية إذ كان من المتبعين للمذهب الأشعري. ومنهم صلاح الدين العلائي (ت 761هـ = 1359م) فقد ذكر التاج السبكي أنه نقل من خطه قوله: «هذه العقيدة المرشدة جرى قائلها على المنهاج القويم والعقد المستقيم، وأصاب فيما نزه به العلي العظيم» كما ذكر أيضاً أن العلائي أطال في تعظيم المرشدة والإزراء بمن نقدها واعتقد فسادها. إلا أن العلائي كان متشككاً في نسبة المرشدة إلى ابن تومرت، فقد نقل عنه التاج السبكي قوله في ذلك: «وقفت على جواب لابن تيمية سئل فيه عنها، ذكر فيه أنها تنسب لابن تومرت، وذلك بعيد من الصحة أو باطل، لأن المشهور أن ابن تومرت كان يوافق المعتزلة في أصولهم، وهذه مباينة لهم»، وبذلك يكون الإعجاب بالمرشدة ودفاعه عنها نابعين من محاسنها الموضوعية غير متأثرين بنسبتها أو بما قيل فيها.
وكان تاج الدين السبكي من المستحسنين للمرشدة المثبتين لصحتها، فقد علق عليها بعد ما أورد نصها كاملاً بقوله: "هذا آخر العقيدة، وليس فيها ما ينكره سني"، وجعلها في سياق واحد مع عقيدة له من إنشائه، وعقيدة أبو جعفر الطحاوي (ت 321هـ = 933م) وعقيدة أبو القاسم القشيري (ت 465هـ = 1072م)، وقال أنها مشتركات في أصول أهل السنة والجماعة"، كما تعرض بالنقد الشديد لأولئك الذين رفضوا هذه العقيدة وهجنوها، ونسبوا إليها الشؤم في استيلاء الفرنج على القدس، وممارستهم الظلم والإذاية للمسلمين من المدرسة التي كانت تدرس فيها، وقال في ذلك أنه: "من التعصب البارد، والجهل الفاسد، وقد فعلت الفرنج داخل المسجد الأقصى العظائم، فهلا نظر في ذلك، نعوذ بالله من الخذلان". وقد دافع التاج السبكي أيضاً عن ابن تومرت، ونفى التهم الموجهة إليه، ومن ذلك قوله في رد تهمة الاعتزال عنه: "...فأما دعواه (أي صلاح الدين العلائي) أن ابن تومرت كان معتزلياً، فلم يصح عندنا ذلك، والأغلب أنه كان أشعرياً، صحيح العقيدة، أميراً عادلاً، داعياً إلى طريق الحق".
وفي القرن الحادي عشر كتب عليها شرحاً الشيخ عبد الغني النابلسي الحنفي الماتريدي الصوفي سمّاه (نور الأفئدة في شرح المرشدة)، وهو شرح جرى فيه على الاختصار والبساطة، من غير مقارنة بآراء العلماء، وقد ذكر أنه أنجزه في نصف يوم. إلا أنه أخطأ في نسبة المرشدة، وجرى به الظن إلى أنها من تأليف أبي الليث السمرقندي (ت 373هـ = 983م) حيث يقول في طالع الشرح: «يقول الفقير عبد الغني النابلسي عامله الله بلطفه الخفي: هذا شرح لطيف على مرشدة الاعتقاد للإمام أبي الليث السمرقندي رحمه الله تعالى»، ويعتبر هذا الخطأ صدى لذلك الشك القديم في نسبة المرشدة للمهدي عند بعض أهل المشرق كما حدث مع صلاح الدين العلائي.
أما المعارضون للمرشدة النقادون لها، فمن بينهم سيف الدين أحمد بن المجد المقدسي، فقد ذمها وقدح فيها ونسب إليها الشؤم لفسادها، ومن بين ما قاله في ذلك: «لما دخلت بيت المقدس والفرنج إذ ذاك فيه، وجدت مدرسة قريبة من الحرم، والفرنج بها يؤذون المسلمين، ويفعلون العظائم، فقلت سبحان الله، ترى أي شيء كان في هذه المدرسة حتى ابتليت بهذا؟ حتى رجعت إلى دمشق فحكى لي أن الشيخ فخر الدين بن عساكر كان يقرئ بها المرشدة، فقلت: بل هي المضلة».
وقد روى نفس هذا القول شمس الدين الذهبي (ت 748هـ = 1347م)، وكان هو أيضاً قادحاً في المرشدة كما يفيده رد العلائي عليه وعلى ابن المجد معاً، وهو ما ذكره التاج السبكي في قوله: «وأطال العلائي في تعظيم المرشدة والإزراء بشيخنا الذهبي، وسيف الدين ابن المجد فيما ذكراه». وأكثر من تصدى للمرشدة وصاحبها بالنقد هو ابن تيمية (ت 728هـ = 1327م) فقد أصدر فيها فتوى بالاعراض عنها وعدم الاشتغال بها، واستند في ذلك إلى مآخذ أخدها عليها، وتطرق إلى ذكر صاحبها مسنداً إليه تهماً كثيرة بالشعوذة والظلم وإراقة الدماء، وهذه الفتوى هي جواب عن سؤال رفع إليه في شأنها وشأن مؤلفها.
ويتضح أن الخلاف في المرشدة بين قابل ورافض إنما هو من أثر الخلاف بين الأشاعرة والحنابلة الذي كان مستشرياً في الشام على الأخص، فقد انحاز الأشاعرة إليها مثل صلاح الدين العلائي وفخر الدين بن عساكر وتاج الدين السبكي، لما تحمله من نفس أشعري غالب، وانحاز الحنابلة ضدها مثل ابن المجد والذهبي وابن تيمية.
| العقيدة المرشدة | وكان الشيخ فخر الدين ابن عساكر قد وقع بينه وبين الملك المعظم؛ لأنه أنكر عليه تضمين المكوس والخمور، فانتزع منه التقوية والصلاحية. وكان بينه وبين الحنابلة ما يكون غالباً بين رعاع الحنابلة والأشاعرة، فيذكر أنه كان لا يمر بالمكان الذي يكون فيه الحنابلة؛ خشية أن يأثموا بالوقيعة فيه، وأنه ربما مر بالشيخ الموفق بن قدامة، فسلم فلم يرد الموفق السلام. فقيل له: فقال: إنه يقول بالكلام النفسي، وأنا أرد عليه في نفسي. فإن صحت هذه الحكاية فهي، مع ما ثبت عندنا من ورع الشيخ موفق الدين ودينه وعلمه، غريبة، فإن ذلك لا يكفيه جواب سلام، وإن كان ذلك منه؛ لأنه يرى أن الشيخ فخر الدين لا يستحق جواب السلام. فلا كيد لمن يرى هذا الرأي ولا كرامة، ولا نظن ذلك بالشيخ الموفق، ولعل هذه الحكاية من تخليقات متأخري الحشوية. | العقيدة المرشدة |

ومن الملاحظ أن انتشار المرشدة والعناية بها شرحاً وتدريساً وخاصة في المغرب كان أكثر بروزاً في الأوساط الصوفية، فقد كانت متداولة بينهم جارية بالحفظ على ألسنتهم، وهو ما ذكره على وجه التصريح كل من ابن النقاش والشيباني، حيث يقول ابن النقاش: «...بادر إلى حفظها (أي المرشدة) وقراءتها جماعة من الفقراء والعلماء الأخيار الذين اجتمعوا بتلمسان المحروسة على شيخهم وقدوتهم الشاب الأنقى الأعرف الصوفي السالك الناسك أبي عبد الله محمد بن الشيخ المبارك....»، ويقول الشيباني: «رأيت العقيدة المعروفة بالمرشدة المنسوبة إلى الإمام المهدي رحمه الله كثيراً ما يستعملها أهل الفضل من الصوفية ويقرؤونها من جهة التبرك في أذكارهم». كما أن الكثير من شراحها كانوا من كبار الصوفية مثل ابن عباد والسنوسي وابن النقاش والخراط، وإن كانت شروحهم تختلف فيها النزعة الصوفية ظهوراً وخفاء.
ويمكن تفسير هذا الرواج للمرشدة بين الصوفية بسبب الانتشار الواسع للتصوف بالمغرب بعد القرن السادس، وفشوه بين العلماء والعامة، واقترانه مع الأشعرية بفعل تأثير الغزالي الذي جمع بين التصوف والأشعرية، وكان لكتابه الإحياء (إحياء علوم الدين) رواج كبير بالمغرب فأقبل المتصوفة على المرشدة ضمن إقبالهم على الأشعرية.

## شروحها
انتشرت المرشدة في الشرق والغرب واشتهر أمرها، وتلقاها العلماء بالشرح والتعليق ومن بين شروحها ما يلي:
- شرح ابن عباد التلمساني (ت 792هـ) أطلق عليه «الدرة المشيدة في شرح المرشدة»، وهذا الشرح توجد منه نسختان، بدار الكتب التونسية، نسخة تحت رقم 14559، والأخرى تحت رقم 16359، ونسخة بالخزانة العامة بالرباط تحت رقم 1059 ك.
- شرح المرشدة للإمام محمد بن يوسف السنوسي (ت 895هـ) دفين تلمسان، توجد منه نسخة في مكتبة الشيخ الشاذلي النيفر بتونس، كما أشار إلى ذلك عمار الطالبي، ونسخة بدار الكتب الوطنية بتونس تحت رقم 16953 حسب ما جاء في كتاب عبد المجيد النجار ص 538.
- شرح المرشدة لبيورك بن عبد الله السملالي، خزانة ابن يوسف بمراكش، رقم 541 (مجموع).
- الأنوار المبينة المؤيدة لمعاني عقد عقيدة المرشدة، لأبي زكريا يحيى بن الشيخ أبي حفص عمر، مكتبة الجامع الكبير بمكناس، رقم 339.
- شرح المرشدة لأبي عبد الله محمد بن خليل السكوني، دار الكتب الوطنية بتونس، رقم 11273. نشر بتحقيق الأستاذ يوسف احنانا، بعنوان (شرح مرشدة محمد بن تومرت).
- شرح المرشدة لأبي عبد الله محمد بن يحيى الشيباني، المكتبة الوطنية بباريس، رقم 5296 (مجموع، والمخطوطة المعتمدة هي الواقعة من ص 63 وإلى ص 91 ظ).
- نور الأفئدة في شرح المرشدة، لعبد الغني بن إسماعيل النابلسي (ت 1143هـ)، الخزانة العامة بالرباط، رقم ك 2414.
- الدرة المفردة في شرح العقيدة المرشدة، لأبي عبد الله محمد بن أبي العباس ابن النقاش، الخزانة العامة بالرباط، رقم ق 283.
- شرح لأبي عبد الله محمد بن يوسف الخراط، وضاع هذا الشرح عام 756هـ حين دخل النصارى إلى طرابلس الغرب، ومزقوا هذا الشرح.
- شرح لأبي عبد الله محمد بن يحيى الطرابلسي.
- شرح لأبي زكريا يحيى التنسي الهنيني.
- شرح لأبي عثمان سعيد بن عبد المنعم الحاحي.
- شرح للشيخ سمير القاضي، سمّاه (مرشد الحائر في حل ألفاظ رسالة فخر الدين بن عساكر).
- شرح للشيخ الأديب عصام جاسم محمد عبد الله القطان، وعنوانه (الرسالة المؤيدة في شرح العقيدة المرشدة).[7]

## طبعاتها
- أول ترجمة للمرشدة تمت في القرن الثالث عشر الميلادي قام بها مارك دو توليده marc de toledé إلى اللغة اللاتينية من منطلق العداء للدين الإسلامي وتسفيه عقائده. وقد ترجم الأستاذ رشاد مقدمة هذه الترجمة من اللاتينية إلى اللغة الفرنسية ونقلها عمار الطالبي في مقدمة تحقيقه لأعز ما يطلب.
- اهتم هنري لاوست أيضاً بالمرشدة ونشرها مترجمة في مجلة معهد الآثار الشرقية.
- دراسة نشرها اعتمادا على مخطوط "الكواكب الدراري في ترتيب مسند الإمام أحمد على أبواب البخاري للشيخ علاء الدين على بين الحسين الدمشقي الحنبلي 5ت 837هـ - بالمكتبة الظاهرية.
- أما العقيدة فلقد نشرت في مجموعة الرسائل سنة 1928 ص 46 بالقاهرة، وترجمها هنري ماسي في نفس السنة، كما ترجمها جولد تسيهر إلى الألمانية.

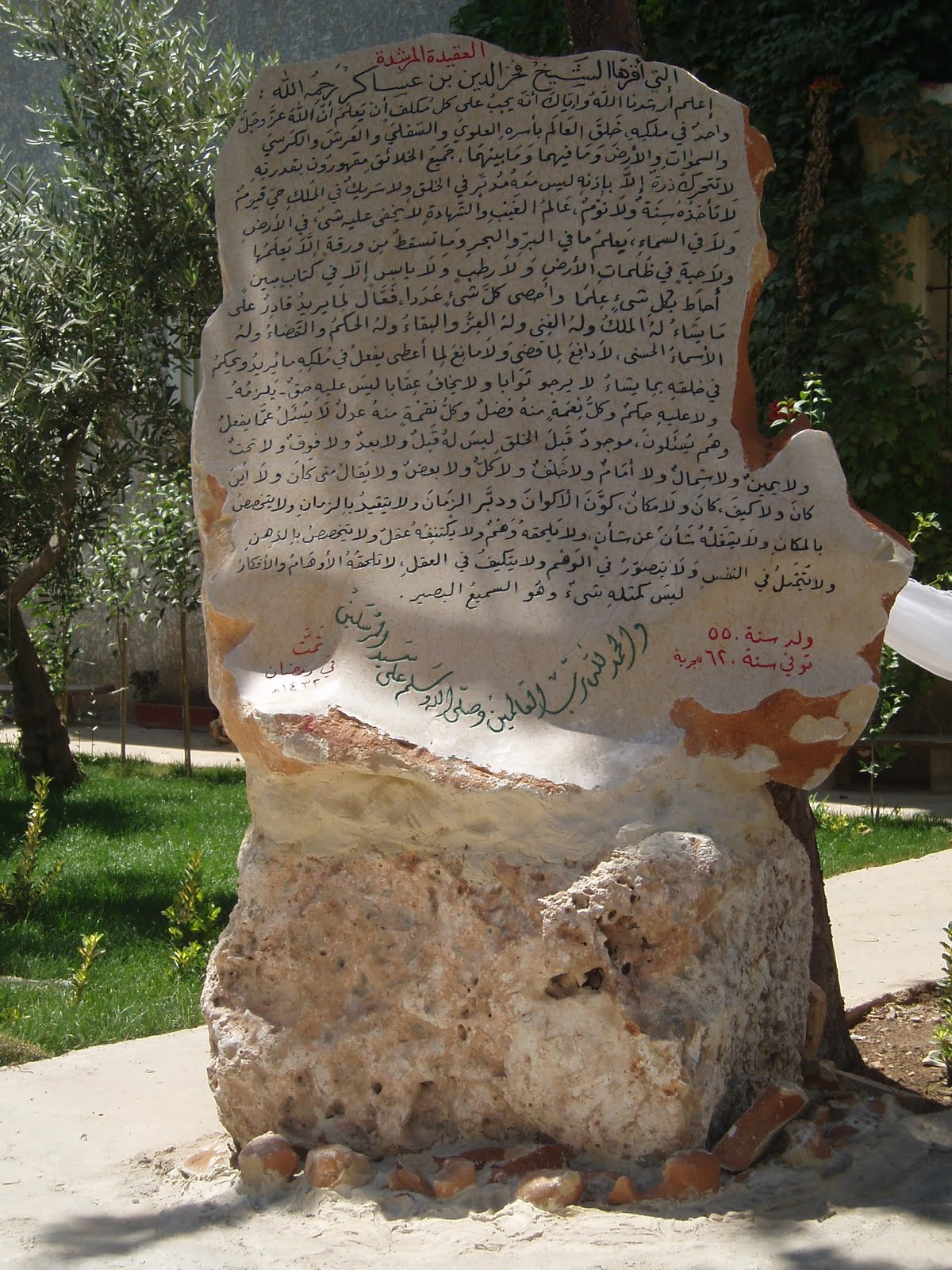
صخرة نُحت عليها نص ﴿العقيدة المرشدة﴾ التي أقرها الشيخ فخر الدين بن عساكر المتوفى سنة 620 للهجرة، وذلك في الحديقة التي حملت اسم الشيخ ابن عساكر في ثانوية الصلاح الإسلامية في مدينة بعلبك.

وقد ورد ذكرها في كثير من كتب التراجم والتاريخ في عدة مواضع ضمن تآليف أخرى ومنفردة:
- فقد أوردها تاج الدين السبكي في طبقات الشافعية الكبرى.
- ولسان الدين بن الخطيب في رقم الحلل.
- والبرزلي في النوازل.
- ويوسف النبهاني في سعادة الدارين.
- وجاءت منفردة في مجموع أعز ما يطلب.
- وفي مجموع مخطوط بدار الكتب الوطنية بتونس 5رقم 16966.
- وفي مجموع مخطوط بالمكتبة الوطنية بباريس 5مجموع رقم 5296.

وقد نشرت مرات عديدة:
- نشرها جولد تسيهر في مجلة مجلة الجمعية الشرقية الألمانية.
- ودي جوج في نفس المجلة.
- وعبد الله كنون في مقالة: عقيدة المرشدة للمهدي بن تومرت.
- وسعد غراب، في مقالة: مرشدة ابن تومرت وأثرها في التفكير المغربي.

## ثناء العلماء عليها
- قال عنها ابن النقاش صاحب شرح على المرشدة سماه (الدرة المفردة في شرح العقيدة المرشدة): «ولما كان من جملة ما وضع المهدي تقريباً لأفهام العامة، وتيسيراً على الكافة العقيدة المختصرة المنتظمة الكلام، الحسنة النظام، المرتبطة المعاني، المرسومة بالمرشدة، بادر إلى حفظها وقراءتها جماعة الفقراء والعلماء الأخيار...».[26]
- وقال محمد بن يوسف السنوسي (ت 895هـ) في شرحه على العقيدة المرشدة المسمى (الأنوار المبينة لمعاني عقد عقيدة المرشدة) ما نصه: «اجتمعت الأئمة على صحة هذه العقيدة ولا غير، وأنها مرشدة رشيدة، ولم يترك المهدي أحسن منها وسيلة، نفعنا الله وإياك بعقد عقيدتها الجميلة».[27]
- وقال صلاح الدين العلائي (ت 761هـ) كما نقل عنه تاج الدين السبكي في (طبقات الشافعية الكبرى) من خطه ما نصه: «هذه العقيدة المرشدة جرى قائلها على المنهاج القويم، والعقد المستقيم، وأصاب فيما نزه به العلي العظيم».[24]
- وقال تاج الدين السبكي (ت 771هـ) في كتابه (معيد النعم ومبيد النقم) ما نصه: «عقيدة الأشعري هي ما تضمنته عقيدة أبي جعفر الطحاوي وعقيدة أبي القاسم القشيري والعقيدة المسماة بالمرشدة، مشتركات في أصول أهل السنة والجماعة».[28]
- وقال المؤرخ تقي الدين المقريزي (ت 845هـ) في كتابه (المواعظ والاعتبار بذكر الخطط والآثار) ما نصه: «لما ولي السلطان صلاح الدين يوسف بن أيوب... تقدم الأمر إلى المؤذنين أن يعلنوا وقت التسبيح على المآذن بالليل، بذكر العقيدة التي تعرف بالمرشدة، فواظب المؤذنون على ذكرها في كل ليلة بسائر جوامع مصر إلى وقتنا هذا».[28]
- وقال محمد بن علان الصديقي الشافعي (ت 1057هـ) في كتابه (الفتوحات الربانيـة على الأذكار النواوية) ما نصه: «فلمّا ولِيَ صلاح الدين بن أيوب وحمل الناس على اعتقاد مذهب الأشعري أمر المؤذنين أن يعلنوا وقت التسبيح بذكر العقيدة الأشعرية التي تُعرف بالْمُرْشِدِيَّةِ فواظبوا على ذكرِها كل ليلة».[28][29]
- وذكرها بالكامل الشيخ يوسف النبهاني في كتابه (نجوم المهتدين ورجوم المعتدين) وقال قبل أن يورد نصها: «وها أنا أذكر عقيدتنا معاشر المسلمين، أهل السنة والجماعة في حق الله تعالى وأنبيائه بالاختصار، ثم أتبعها بعقيدة النصارى في حق الله تعالى وأنبيائه؛ ليظهر الفرق بين الباطل والحق. أما عقيدة المسلمين، فقد ألّف العلماء فيها مؤلفات كثيرة نظماً ونثراً، وهي شائعة ذائعة بين الناس لا تخفى على أحد، ولما كانت العقيدة المرشدة التي ذكرها الحافظ السيوطي في (الفلك المشحون)، والإمام تاج الدين السبكي في (الطبقات الكبرى)، وأثنى عليها في كتابه (معيد النعم) هي مع اختصارها وافية بالمقصود، اخترت نقلها هنا وأني أشهد الله تعالى وجميع خلقه أنها عقيدتي التي اعتقدها وأدين الله بها، وأبرأ إليه من كل عقيدة تخالفها، وهي العقيدة المرشدة عقيدة المسلمين، أهل السنة والجماعة في حق الله تعالى».[30]

## نص العقيدة المرشدة
هذا هو نص العقيدة المرشدة كما ذكرها تاج الدين السبكي في طبقات الشافعية الكبرى:
حي قيوم، لا تَأْخُذُهُ سِنَةٌ وَلا نَوْمٌ (سورة البقرة: آية 255).
عَالِمُ الْغَيْبِ وَالشَّهَادَةِ (سورة الأنعام: آية 73). لا يَخْفَى عَلَيْهِ شَيْءٌ فِي الأَرْضِ وَلا فِي السَّمَاءِ (سورة آل عمران: آية 5).
يَعْلَمُ مَا فِي الْبَرِّ وَالْبَحْرِ وَمَا تَسْقُطُ مِنْ وَرَقَةٍ إِلا يَعْلَمُهَا وَلا حَبَّةٍ فِي ظُلُمَاتِ الأَرْضِ وَلا رَطْبٍ وَلا يَابِسٍ إِلا فِي كِتَابٍ مُبِينٍ (سورة الأنعام: آية 59).
أَحَاطَ بِكُلِّ شَيْءٍ عِلْمًا (سورة الطلاق: آية 12). وَأَحْصَى كُلَّ شَيْءٍ عَدَدًا (سورة الجن: آية 28).
فَعَّالٌ لِمَا يُرِيدُ (سورة هود: آية 107). قادر على ما يشاء، له الملك والغنى، وله العز والبقاء، وله الحكم والقضاء، وله الأسماء الحسنى، لا دافع لما قضى، ولا مانع لما أعطى، يفعل في ملكه ما يريد، ويحكم في خلقه بما يشاء، لا يرجو ثواباً، ولا يخاف عقاباً، ليس عليه حق ولا عليه حكم، وكل نعمة منه فضل، وكل نقمة منه عدل، لا يُسْأَلُ عَمَّا يَفْعَلُ وَهُمْ يُسْأَلُونَ (سورة الأنبياء: آية 23).
قال الإمام تاج الدين السبكي في كتابه (طبقات الشافعية الكبرى) في آخر العقيدة المرشدة بعد أن ساقها بكاملها ما نصه: «هذا آخر العقيدة وليس فيها ما ينكره سني».
يقول الدكتور عبد المجيد النجار في كتابه (المهدي بن تومرت: حياته وآراؤه وثورته الفكرية والاجتماعية وأثره بالمغرب): «ومن البيِّن من نص هذه العقيدة أنها في جملتها وفي ظاهرها جارية على منهج الأشاعرة ومقولاتهم، وهو ما هيأ لها القبول في نفوس الناس، وجعل العلماء يقبلون عليها بالدرس والشرح مطمئنين إلى صحتها وخلوها من الزيغ، وهو ما عبر عنه الشيخ السنوسي -أحد شراحها- بقوله: «اجتمعت الأئمة على صحة هذه العقيدة ولا غير، وأنها مرشدة رشيدة، ولم يترك المهدي أحسن منها وسيلة، نفعنا الله وإياك بعقد عقيدتها الجميلة».

## وصلات خارجية
- جمعية المشاريع الخيريّة الإسلامية: العقيدة المرشدة
- العقيدة المرشدة مع ترجمة باللغة الإنجليزية
- العقيدة المرشدة
- نص العقيدة المرشدة
- شرح العقيدة المرشدة
- مرشد الحائر في حل الفاض رسالة ابن عساكر
- الرسالة المؤيدة في شرح العقيدة المرشدة
- الدرة المفيدة في شرح العقيدة المرشدة